# Caldesia parnassifolia
Caldesia parnassifolia es una especie de planta acuáticade la familia Alismataceae. Se encuentra en Eurasia, África, Australia y Europa.

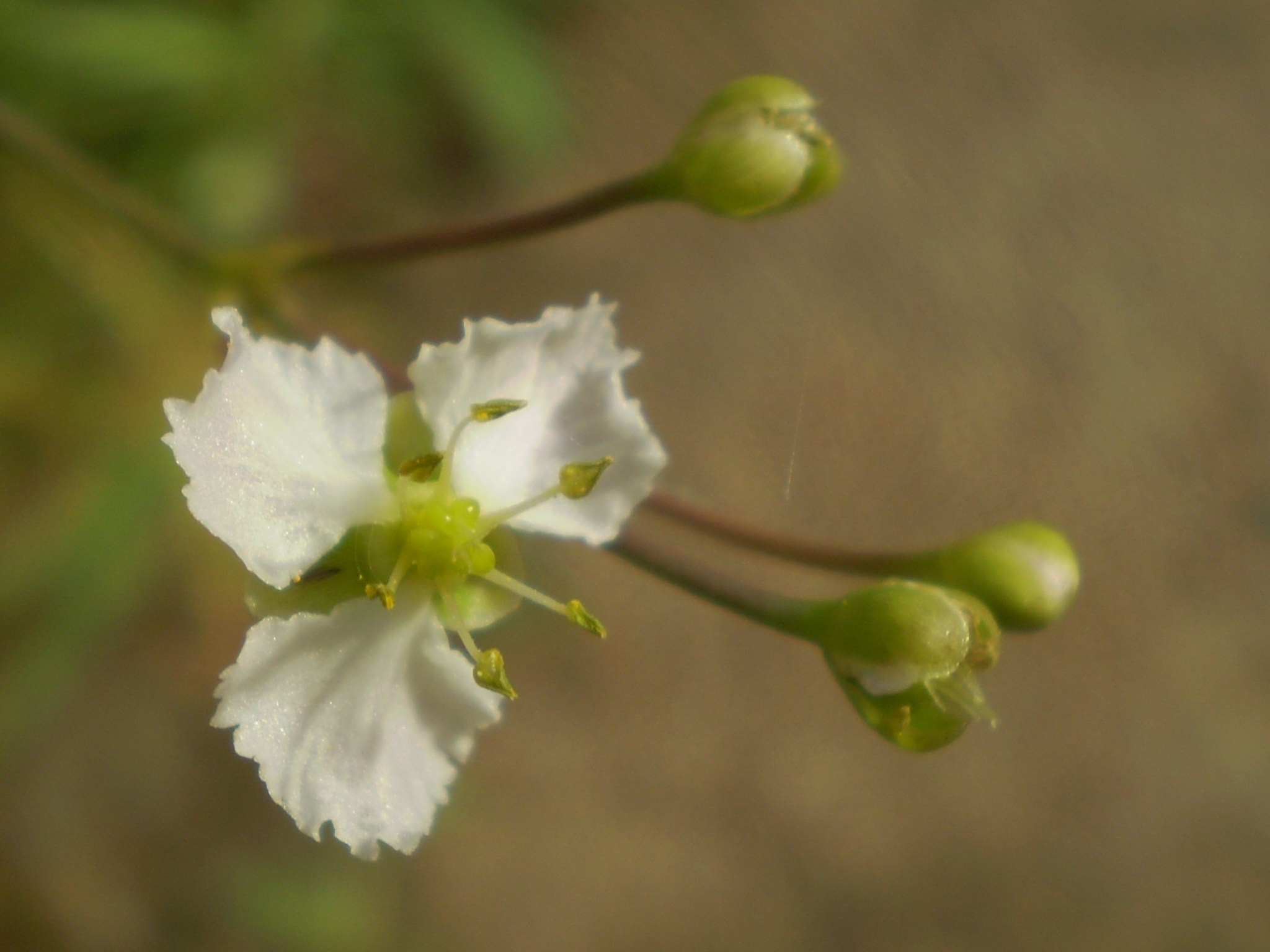
Detalle de la flor

## Descripción
Es una planta acuática con rizomas rastreros. Con pecíolo de 5-100 cm, hojas ovadas  o elípticas, de 2-10 × 1.5-7 cm, base cordada de un modo profundo, ápice obtuso. Las inflorescencias paniculadas de 20-35 cm. Con 3 flores verticiladas y pedicelos de 2.5-4 cm.  Pétalos ovales, más grandes que los sépalos. Estambres 6. Carpelos 5-10, comprimido lateralmente, estilo 2 (-4) mm, delgado. Frutos obovoides, de 3 x 2 mm, con 3-5 nervios longitudinales abaxialmente y un pico erecto. Su número cromosómico es: 2 n = 22.

## Distribución y hábitat
Se encuentra en los lagos, lagunas y pantanos de Heilongjiang, Hunan, Jiangsu, Mongolia Interior, Shanxi, Yunnan, Zhejiang, India, Japón, Corea, Nepal, Pakistán, Rusia, Tailandia, Vietnam, África, Australia y Europa.

## Taxonomía
Caldesia parnassifolia fue descrita por (L.) Parl., y publicado en Flora italiana, ossia descrizione delle piante ... 3: 599. 1860.
Etimología
Caldesia: nombre genérico que fue nombrado en honor del botánico italiano Ludovico Caldesi.
parnassifolia: epíteto latino que significa "con las hojas de Parnassia".
Sinonimia
- Alisma calyophyllum Wall.
- Alisma damasonium Willd.
- Alisma dubium Willd.
- Alisma parnassifolium L.
- Alisma reniforme D.Don
- Caldesia reniformis (D.Don) Makino
- Caldesia reniformis f. natans H.Hara
- Echinodorus parnassifolius (L.) Engelm.[3]